# Rijksvastgoed- en Ontwikkelingsbedrijf
Het Rijksvastgoed- en ontwikkelingsbedrijf (RVOB) was een uitvoeringsdienst van de Nederlandse rijksoverheid die twee taken had:
- het beheer van het onroerendgoedbezit (grond en gebouwen) van het Rijk, waaronder het verkopen van overtollige bezittingen
- deelname aan gecompliceerde gebiedsontwikkelingsprojecten waar meerdere ministeries vanuit verschillende invalshoeken bij betrokken waren

De dienst was op 1 juli 2009 ontstaan uit een fusie van de Dienst Domeinen Onroerende Zaken en het Gemeenschappelijk Ontwikkelingsbedrijf van het Rijk. De eeuwenoude naam Domeinen, die vanouds juist op grond sloeg, bleef sindsdien alleen in gebruik bij de dienst Domeinen Roerende Zaken, die losse goederen en voertuigen verkoopt namens het Rijk. De Dienst der Domeinen was in 1841 opgericht.
Het Rijksvastgoed- en ontwikkelingsbedrijf viel onder het Ministerie van Binnenlandse Zaken en Koninkrijksrelaties en rapporteerde aan de betrokken ministers van de ministeries van Infrastructuur en Milieu, Binnenlandse Zaken en Koninkrijksrelaties, Defensie, Economische Zaken en Financiën.
Op 1 juli 2014 is de dienst opgegaan in het Rijksvastgoedbedrijf, door fusie met drie andere uitvoeringsdienst van het Rijk: de Dienst Vastgoed Defensie, de Rijksgebouwendienst en de directie Rijksvastgoed.